# 贝尔菲奥雷
贝尔菲奥雷（義大利語：Belfiore），是意大利威尼托大区维罗纳省的一个市镇。总面积26.47平方公里，人口2992人，人口密度113.0人/平方公里（2009年）。国家统计（ISTAT）代码为023007。